# Valerio Verre
 (août 2025).
Valerio Verre, né le 11 janvier 1994 à Rome, est un footballeur italien. Il évolue au Palermo FC au poste de milieu relayeur.